# Děpoltovice
Děpoltovice (deutsch Tüppelsgrün) ist eine Gemeinde im Karlovarský kraj in Tschechien.

## Geographie

### Lage
Děpoltovice liegt in geschützter, waldreicher Lage am Südabhang des Vlčinec (Wölfling, 978 m) im Tal des Vitický potok (Kammersgrüner Bach) am Südrand des Erzgebirges im Falkenauer Becken. Westlich erhebt sich der Dvorský vrch (Casperberg, 573 m).

### Gemeindegliederung
Die Gemeinde Děpoltovice besteht aus den Ortsteilen Děpoltovice (Tüppelsgrün) und Nivy (Spittengrün), die zugleich auch Katastralbezirke bilden.

## Geschichte

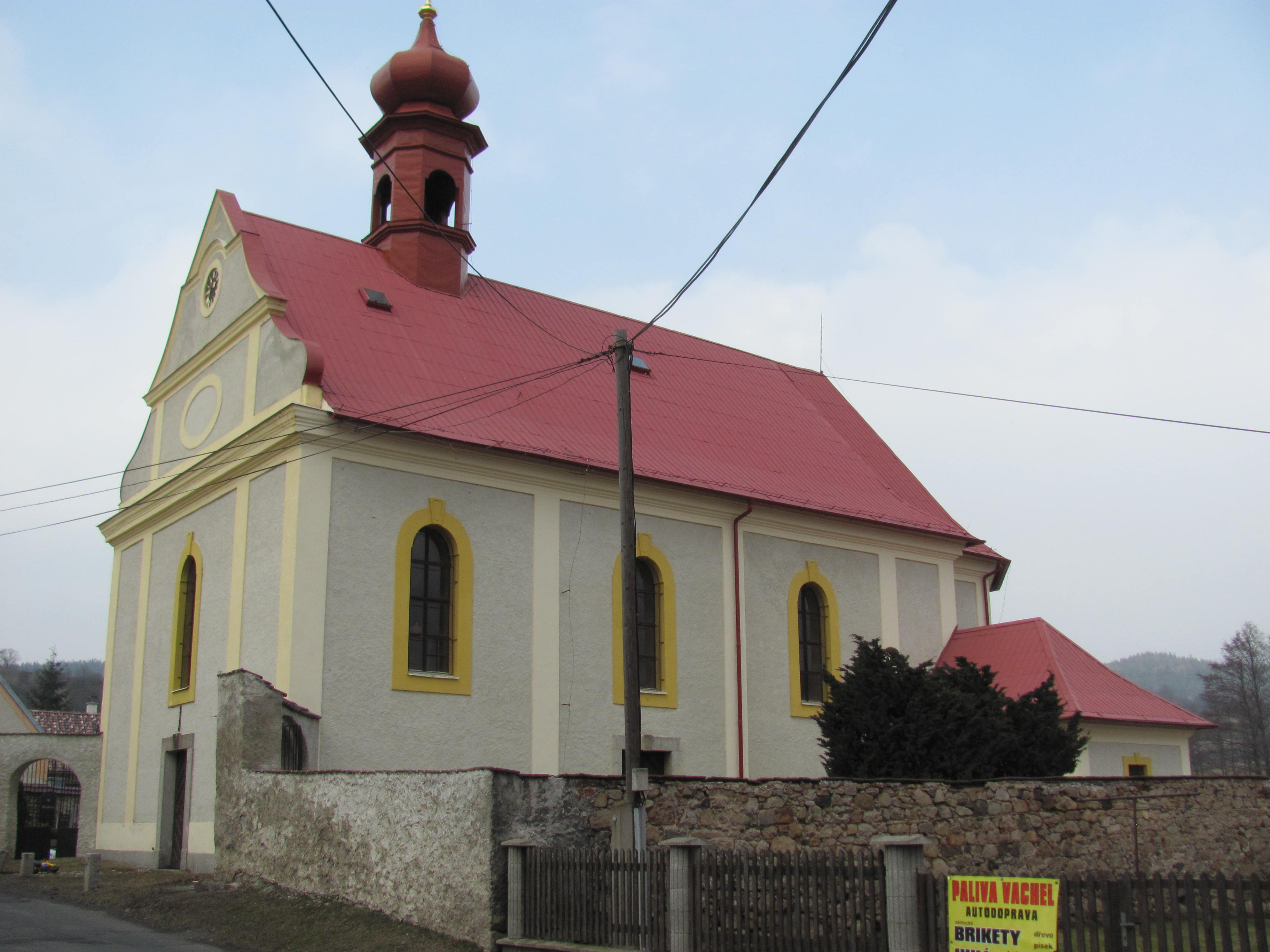
Kirche in Děpoltovice

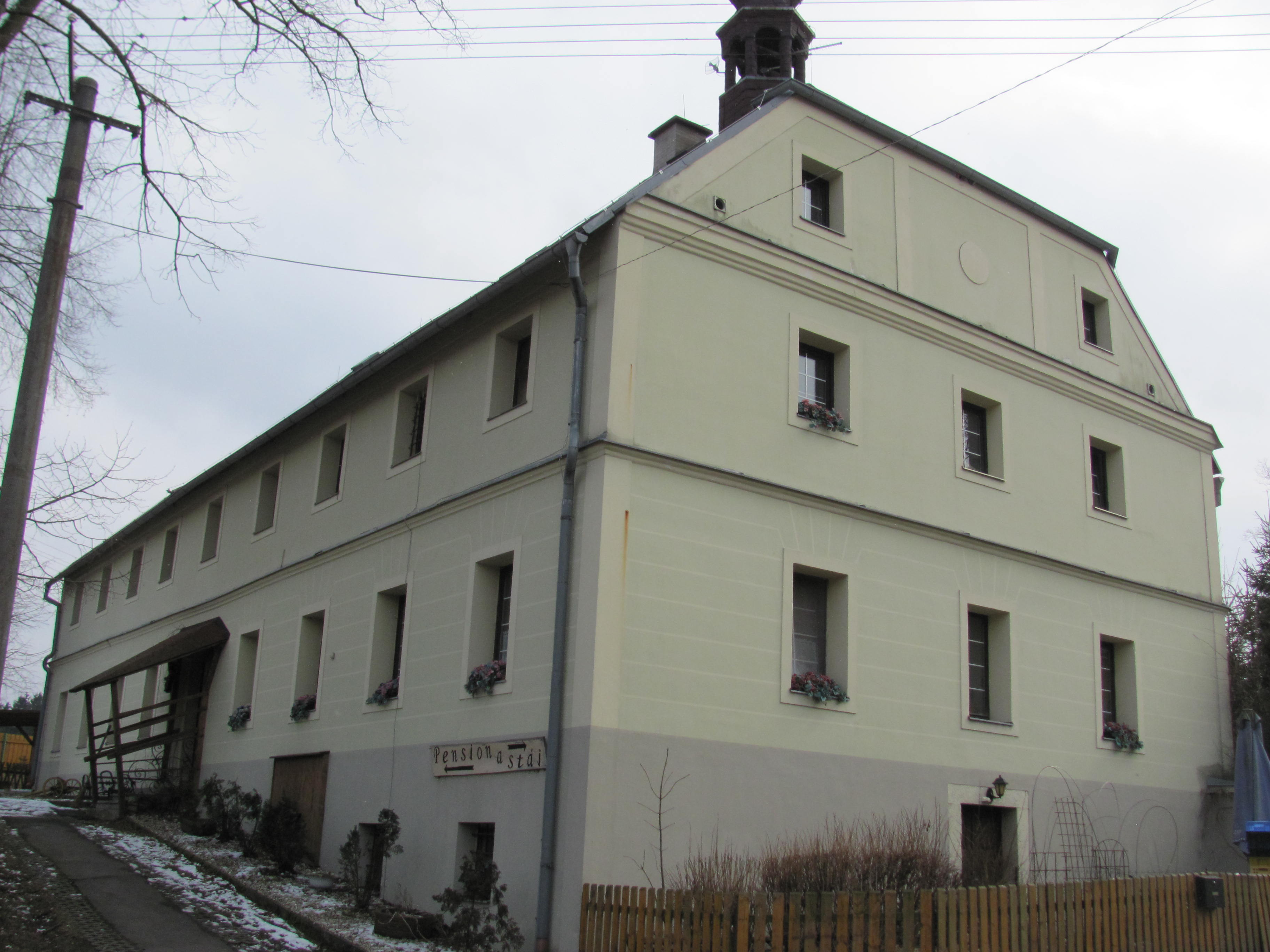
Altes Schloss Tüppelsgrün

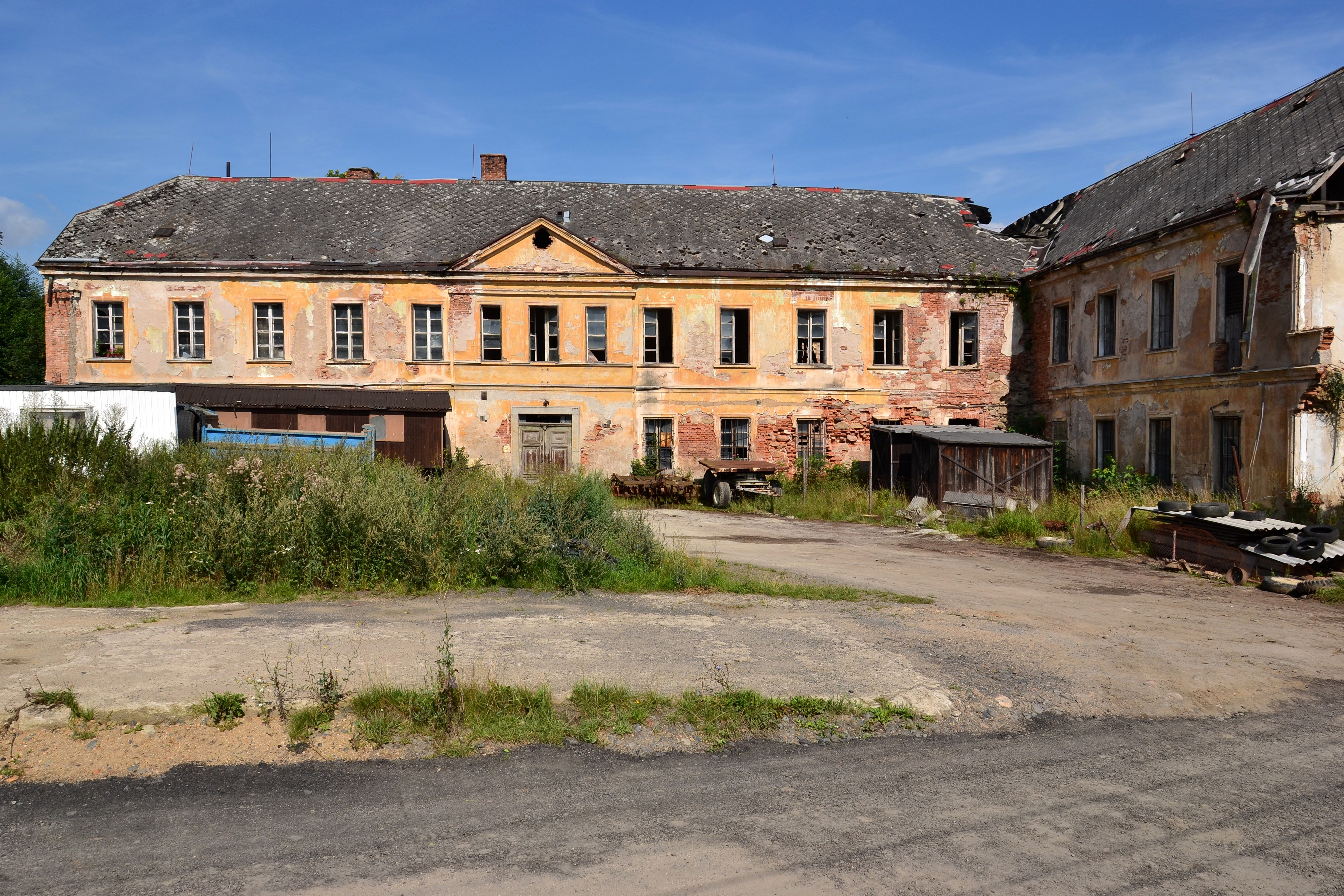
Neues Schloss Tüppelsgrün

Die erste urkundliche Erwähnung von Tüppelsgrün, früher auch Diepoldsgrün oder Düplesgrün, als Besitz des Tepler Probsteigutes Lichtenstadt, stammt aus dem Jahre 1273. Die Entstehung der gleichnamigen Herrschaft dürfte in die Zeit des Spätmittelalters fallen, als Tüppelsgrün als Pfandlehen an die Grafen Schlick gelangte. Das Schloss wurde in der zweiten Hälfte des 16. Jahrhunderts von den Schlicks erbaut. Graf Lorenz Schlick (1495–1585) diente es als Alterswohnsitz. Später war dort ein Amtsverwalter einquartiert.    
Von Stephan Schlick erhielten Tüppelsgrün 1594 Joachim von Jahn auf Ottowitz und 1602 Anna Maria Schlick geb. von Schwamberg. 1630 verkaufte es deren Schwester Salomena an Johann Joachim Ratiborsky von Sechzebus (Ratibořský ze Chcebuze) und seinem Sohn Wolf Friedrich, der es noch 1637 bewirtschaftete. 1645 wurde das hoch verschuldete Gut von der kaiserlichen Kommission an Julius Heinrich von Sachsen-Lauenburg veräußert, der Tüppelsgrün der Herrschaft Schlackenwerth anschloss.    
Tüppelsgrün war zunächst Filiale der Pfarrei Lichtenstadt. Die dem Erzengel Michael geweihte Kirche von Tüppelsgrün dürfte auf eine Gründung des 16. Jahrhunderts zurückgehen. Die älteste Glocke trug die Jahreszahl 1576. Das Patronat gehörte der jeweiligen Herrschaft. Um das Gotteshaus entstand ein eigener Friedhof mit Begräbnisrecht. Die Pfarrlokalie Tüppelsgrün wurde 1775 auf Initiative der Markgräfin Elisabeth Auguste von Baden errichtet. In das seit 1784 eigenständige Kirchspiel war Voigtsgrün mit Teilen von Neu-Voigtsgrün, Kammersgrün, Pechöfen und ein Teil von Hohenstollen eingepfarrt.
Nach dem Tod des letzten männlichen Vertreters Markgraf Georg August von Baden erhielt Tüppelsgrün dessen Nichte Prinzessin Elisabeth Auguste. 1782 fiel der Ort an die königliche Kammer zurück. 1819 von der k. k. Hofkammer feilgeboten, hatte ihn Friedrich Ritter von Neupauer erstanden, der ihn seinem Schwager, dem Industriellen Jacob Veith (1758–1833), käuflich überließ. Dessen Tochter und Erbin Anna war mit Freiherr Heinrich Freiherrn von Kleist (1797–1876) verheiratet. Tüppelsgrün war Ende des 19. Jahrhunderts Teil der Allodial-Herrschaft Neudek.     
1847 zählte das Dorf 73 Häuser mit 427 Einwohnern, eine Lokaliekirche zum heiligen Erzengel Michael, eine Lokalie und Schule unter königlichem Patronat, ein obrigkeitliches Schloss mit Wohnung des Amtsverwalters, einen Maierhof, eine Schäferei, ein Brauhaus, ein Branntweinhaus, ein Försterhaus, ein Wirtshaus und eine Mühle mit Brettsäge. Nach der Aufhebung der Patrimonialherrschaften 1848/49 wurde Tüppelsgrün Teil des neu entstandenen Gerichtsbezirkes Karlsbad. Die modernen politischen Bezirke der Habsburgermonarchie wurden 1868 im Zuge der Trennung der politischen von der judikativen Verwaltung geschaffen.    
Nach Ende des Ersten Weltkriegs wurde Tüppelsgrün 1919 der neu geschaffenen Tschechoslowakei zugeschlagen. Nach dem Münchner Abkommen von 1938 kam der Ort zum Deutschen Reich und gehörte bis 1945 zum Landkreis Karlsbad. Am Ende des Zweiten Weltkriegs wurde Tüppelsgrün von der Tschechoslowakei übernommen. Die deutschen Bewohner wurden 1945/46 enteignet und vertrieben.   

### Gewerbe
Durch die geschützte Lage und das milde Klima wurde hier rege Landwirtschaft betrieben, vor allem Getreide angebaut. Mehrere Einwohner pendelten jedoch auch in die großen Fabriken nach Neudek. Zu Beginn des 20. Jahrhunderts entwickelte sich Tüppelsgrün zu einer beliebten Sommerfrische, wozu vor allem die großzügige Anlage eines Strandbades beitrug. 

## Entwicklung der Einwohnerzahl
| Jahr | Einwohner |
| ---- | --------- |
| 1869 | 610       |
| 1880 | 608       |
| 1890 | 713       |
| 1900 | 789       |
| 1910 | 826       |

| Jahr   | Einwohner |
| ------ | --------- |
| 1921   | 726       |
| 1930   | 785       |
| 1950   | 320       |
| 1961 1 | 391       |
| 1970 1 | 315       |

| Jahr   | Einwohner |
| ------ | --------- |
| 1980 1 | 263       |
| 1991 1 | 206       |
| 2001 1 | 291       |
| 2011 1 | 368       |

## Sehenswürdigkeiten
- Kirche St. Michael, 1786 neu erbaut
- Altes Schloss (Starý zámek), dient heute als Pension
- Neues Schloss (Nový zámek), Ruine

## Persönlichkeiten
- Lorenz Schlick († 1583), böhmischer Adeliger, Herr auf Tüppelsgrün
- Friedrich von Freysleben (1785–1847), preußischer Generalmajor
- Anna Gräfin von der Asseburg (1830–1905), Gutsbesitzerin
- Alois Ullmann (1888–1957), sozialdemokratischer Politiker